# Aston Martin DP212
La DP212 è un'autovettura da competizione prodotta dalla Aston Martin nel 1962 in un solo esemplare. Questo prototipo è stato realizzato per partecipare alla 24 Ore di Le Mans.

## Caratteristiche tecniche
Il modello montava un telaio tubolare in acciaio che derivava da quello della DB4 GT. La carrozzeria era invece realizzata in lega d'alluminio e magnesio e possedeva una forma particolarmente aerodinamica per essere adatta alle alte velocità della 24 Ore di Le Mans. In seguito, la DP212 venne dotata di una coda tronca. Questo tipo di parte posteriore fu poi applicato anche sulla DB6.
La DP212 aveva installato un motore sei cilindri in linea da 3.996 cm³ di cilindrata che era basato sul propulsore della DB4 GT. La distribuzione era a doppio albero a camme in testa ed era presente una doppia accensione. La testata era in lega e l'alimentazione era assicurata da tre carburatori doppio corpo Weber 50 DCO.
Il motore era montato anteriormente, mentre la trazione era posteriore. Il cambio era invece un "David Brown S532" manuale a quattro rapporti sincronizzati, mentre la frizione era monodisco da 9 pollici.
Le sospensioni anteriori, che erano costituite da doppi bracci trasversali e molle elicoidali, derivavano da quelle della DB4 GT, mentre quelle posteriori erano costituite da barre di torsione, da un parallelogramma di Watt con molle elicoidali e da un ponte De Dion. Le barre di torsione delle sospensioni posteriori derivavano da quelle della DBR2.

## Le competizioni
Il modello debuttò alla 24 Ore di Le Mans del 1962 nelle mani dei piloti Graham Hill e Richie Ginther. In questa occasione, la DP212 mostrò una considerevole velocità di punta che le permise di raggiungere, durante la gara, il secondo posto. Per alcuni problemi tecnici il modello retrocesse poi al nono posto. In seguito, la DP212 si ritirò dalla gara per la rottura della pompa dell'olio. Durante la gara, la DP212 ebbe però problemi di stabilità e si rivelò perciò inadatta alla 24 Ore di Le Mans.
La DP212 fu pertanto dotata di una coda tronca con l'obiettivo di risolvere i problemi riscontrati in gara. Dopo questo sviluppo, il modello partecipò alla 24 Ore di Le Mans del 1963 condotta da Lucien Bianchi, Jo Schlesser, Richie Ginther e Bill Kimberley, ma senza successo. La DP212 fu poi sostituita dalla DP214 e dalla DP215. Nel 1964 il modello venne convertito alle specifiche di auto da strada.